# 伊万·特雷韦霍
伊万·特雷韦霍（西班牙語：Iván Trevejo，1971年9月1日—），古巴、法国男子击剑运动员。他曾代表古巴参加1996年和2000年夏季奥林匹克运动会击剑比赛，获得一枚银牌和一枚铜牌。